# High School Musical 3
High School Musical 3: Senior Year és una pel·lícula estatunidenca de 2008, dirigida per Kenny Ortega. És la tercera part de la pel·lícula original de Disney Channel High School Musical. La seva història gira entorn de la festa de graduació i l'últim any de secundària. Els sis personatges principals, protagonistes de les anteriors pel·lícules, repeteixen també en aquesta, i Kenny Ortega repeteix com a director i coreògraf.

## Actors
- Zac Efron: Troy Bolton
- Vanessa Hudgens: Gabriella Montez
- Ashley Tisdale: Sharpay Evans
- Lucas Grabeel: Ryan Evans
- Corbin Bleu: Chad Danforth
- Monique Coleman: Taylor McKessie
- Olesya Rulin: Kelsi Nielsen
- Chris Warren, Jr.: Zeke Baylor
- Ryne Sanborn: Jason Cross
- Kaycee Stroh: Martha Cox
- Alyson Reed: Ms. Darbus
- Tegan Moss: Angela Fuller
- Bart Johnson: Coach Jack Bolton
- Jemma McKenzie-Brown: Tiara Gold
- Manly "Little Pickles" Ortega: Boi Evans
- Matt Prokop: Jimmy "Rocket Man" Zara
- Justin Martin: Donnie Dion
- Leslie Wing Pomeroy: Lucille Bolton
- Socorro Herrera: Mrs. Montez
- Robert Curtis Brown: Vance Evans
- Jessica Tuck: Darby Evans
- David Reivers: Charlie Danforth
- Yolanda Wood: Mrs. Danforth
- Joey Miyashima: Principal Matsui

## Producció
Sobre el llibret, Disney havia comentat la possibilitat d'estar basada en històries relacionades amb Halloween, la pel·lícula tenia un títol provisional, Haunted High School Musical. Posteriorment, l'estudi va rebutjar la idea. La pel·lícula té el títol de High School Musical 3: Senior Year i la història està basada en l'últim any dels protagonistes en East High.
D'acord amb Yahoo! News i a una confirmació per part de Kenny Ortega a Hollywood Access, l'escriptor original de les dues primeres pel·lícules, Peter Barsocchini participarà en l'escriptura del guió. D'igual manera, Kenny Ortega tornarà a ser el director de la pel·lícula. Aquest mateix va declarar que no és obligatori que tots els protagonistes anteriors repeteixin, però que encara s'està en negociacions.
Entrevistat a la revista People, Zac Efron afirmà: "Puc dir-los que, si el guió és bo i tots ens posem d'acord en el redactat definitiu, res no ens aturarà a fer-lo. Ens ho passem bé fent aquestes pel·lícules i això és poc freqüent en aquest negoci". Diversos rumors parlen de discussions sobre sous entre Disney i els actors principals, especialment Efron. Segons Rachel Abramowitz, com apareix a la plana web del Chicago Tribune, "Una variada secció transversal d'experts en Hollywood considera que Efron s'hauria d'emportar 5 milions de dòlars per High School Musical 3", la versió de la franquícia, que Disney creia que podria fer abans que la vaga dels gremis de guionistes i d'actors aturessin Hollywood per uns quants mesos. Efron va declinar els comentaris, i "per bé que les negociacions contractuals encara estan obertes", algunes fonts indiquen que s'ha ofert a Effron un sou més proper als tres milions que no pas als cinc, per la continuació, que se centrarà en el darrer curs a East High.
Malgrat les especulacions que Vanessa Hudgens no apareixeria en aquest nou film a causa de l'escàndol provocat per les seves fotos despullada, els representants de la cadena rebutjaren els rumors: "Vanessa s'ha excusat pel que òbviament va ser un error de judici. Esperem que hagi après una lliçó valuosa", va expressar en aquesta ocasió la portaveu de Disney Channel, Patti McTeague.
La revista sensacionalista OK! Magazine va publicar que Vanessa seria substituïda per Adrienne Bailon o Sabrina Bryan. A aquest respecte, el representant de Vanessa Hudgens respongué que l'actriu estava en plenes negociacions amb Disney i que la seva participació seguia endavant.